# Ángel José Macín
Ángel José Macín (n. en Malabrigo, provincia de Santa Fe, 18 de marzo de 1967) es el actual obispo de Reconquista, provincia de Santa Fe.

## Biografía
Nació el 18 de marzo de 1967 en Malabrigo, provincia de Santa Fe. Estudió en el "seminario interdiocesano La Encarnación", de Resistencia. Fue ordenado presbítero el 9 de julio de 1992 por monseñor Fabriciano Sigampa, arzobispo de Resistencia.
Alternando con el servicio en distintas parroquias de la diócesis mientras estudiaba, en los años 1992-1993 se desempeñó en la parroquia Inmaculada Concepción, de Villa Devoto, Buenos Aires. Obtuvo la Licenciatura en Teología en la Pontificia Universidad Católica Argentina Santa María de los Buenos Aires (UCA). Es miembro de la Sociedad Argentina de Teología. En el Instituto San Benito, de Victoria, Entre Ríos, obtuvo el título de Profesor en Ciencias de la Religión. 
Desde 1994 es profesor ordinario en el seminario interdiocesano La Encarnación, en Resistencia (Chaco) y director de estudios. A continuación se lo nombró vicario parroquial en Santa Ana, de Florencia (1994-2003). Fue formador de la casa de Formación Sacerdotal por doce años (1995-2006). Entre 1996 y 2001 fue profesor de Nuevo Testamento en el seminario diocesano de San Nicolás de los Arroyos, Buenos Aires; administrador parroquial del Sagrado Corazón en Villa Ana, Santa Fe (2003-2004); vicario parroquial de la Inmaculada Concepción de Villa Ocampo (2005-2006). Luego fue nombrado párroco de Nuestra Señora del Huerto, Santa Fe (2007-2009). 
En este tiempo fue asesor eclesiástico de Camino a Nazaret, movimiento que acompaña en su camino de fe a matrimonios en nueva unión. 
En 2012 obtuvo el grado de doctor en Teología, summa cum laude, con especialización en Teología Bíblica en la Universidad Pontificia de Santo Tomás de Aquino, de Roma. Conoce hebreo, griego, italiano, francés e inglés. 
Es autor de “Fraternidad y Solidaridad en Mateo”, editada en 2010 por São Paulo y publicada su tesis sobre el tema “Fui un extraño y ustedes me recibieron”, estudio exegético-teológico de Mt. 25,31-46. Además publicó varios artículos. 
A su regreso de Roma fue nombrado párroco de Nuestra Señora de la Merced, en Avellaneda, Santa Fe. 
Actualmente integra el equipo diocesano para el Diaconado Permanente. Es asesor de la Pastoral Social, miembro del Consejo Presbiteral, profesor de Biblia en el Instituto Juan Pablo II de Reconquista, y miembro de la Asociación de Biblistas Argentinos. 
El 12 de octubre de 2013, el papa Francisco lo nombró Obispo de la Diócesis de Reconquista, actualmente en el cargo.